# تیملوتم
تیملوتم (انگلیسی: Timelotem) یک مشتق بنزودیازپین با مشخصات فعالیت غیرمعمول است. برخلاف بیشتر بنزودیازپین‌ها، تیملوتم فعالیت کمی در گیرنده GABAA دارد یا اصلاً فعالیتی ندارد، اما در عوض به عنوان یک داروی ضد جنون غیر معمول با فارماکولوژی و اثرات مشابه با داروی کلوزاپین مرتبط با ساختار عمل می‌کند. این ماده دو انانتیومر دارد، اما فقط به عنوان مخلوط راسمیک مورد مطالعه قرار گرفته است.